# 康業墓

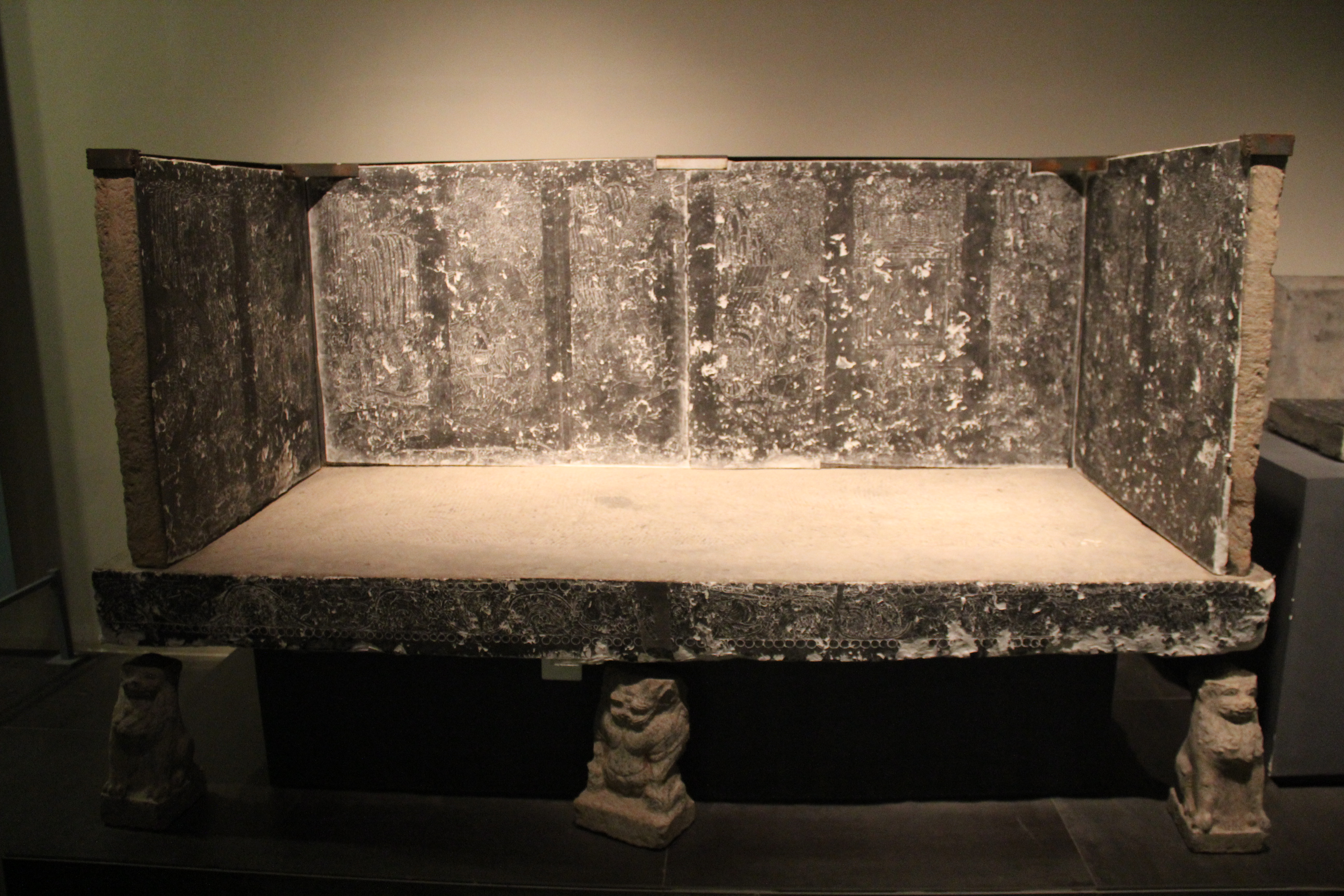
康業墓

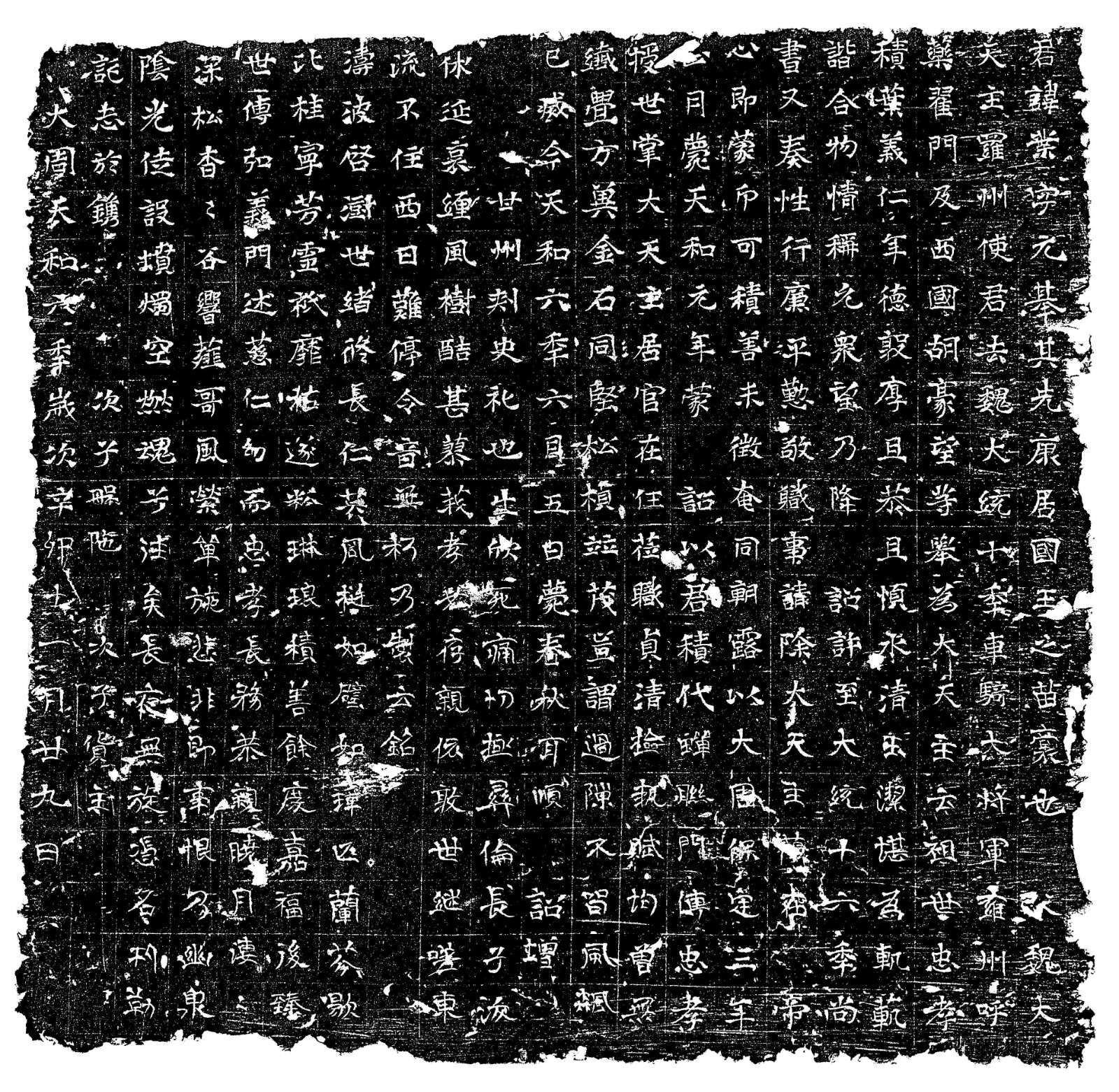
康業的墓誌拓片

康業墓是一座於2004年在西安北郊上林苑住宅區發現的北周粟特人古墓葬。

## 墓主簡介
根據墓誌記載，墓主康業，字元基，為康居國王後裔，歷任魏大天主、羅州使君、車騎大將軍等職。北周天和六年（公元571年）逝世，去世後被詔增為甘州刺史。墓葬出土時，康業的遺骨安睡於石榻上，有絲綢包裹的痕跡。由於粟特人大多信仰祆教，通常以火燒的方式處理遺體，因此，存留至今的完整粟特人遺骨很少。康業的遺骨是目前中國發現的唯一一具保存完整的北周粟特人骨架。

## 墓葬簡介

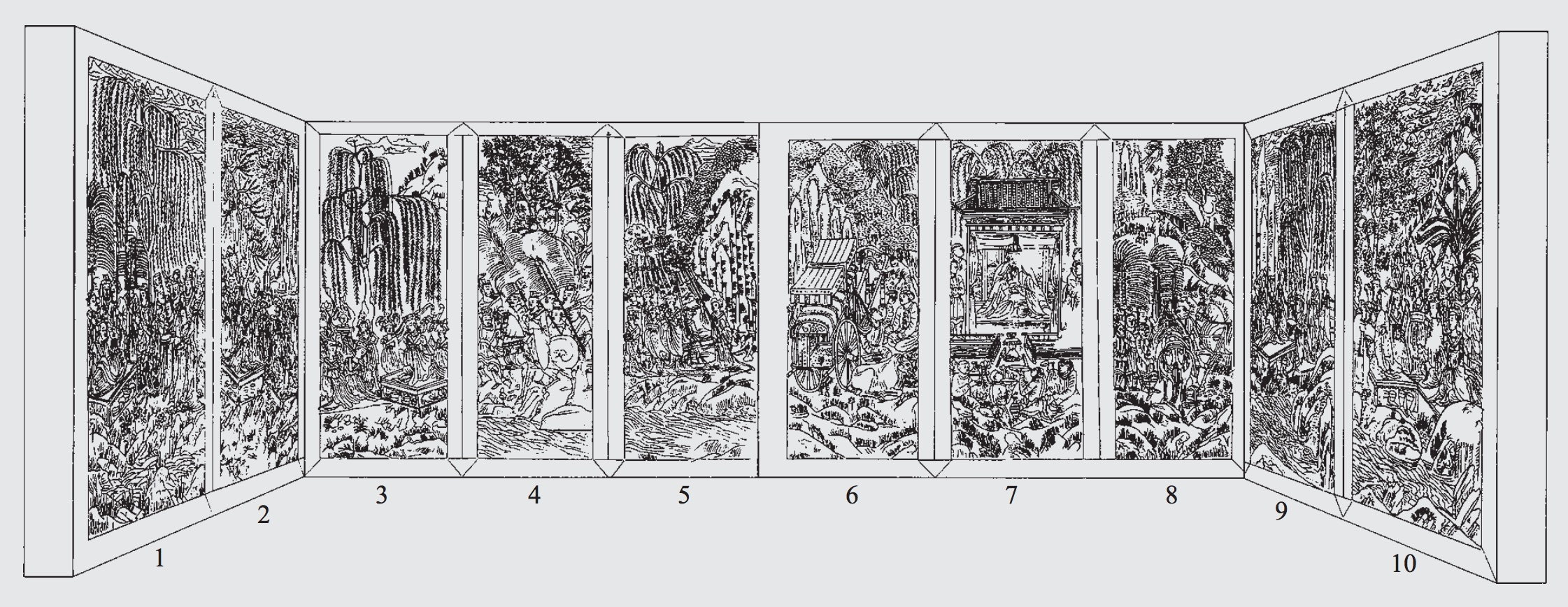
圍屏石榻的十塊屏風線刻畫複製圖

康業墓位於西安北二環地區，由墓道、甬道和墓室三部份組成，墓道已毀壞。墓門上有線雕，門楣正中有一獸面，左側靑龍，右側朱雀，門框頂端各立一隻鳳鳥，下方各有一鎭守墓門的線刻神像。墓內出土一具圍屏石榻，由四塊石板組成，上繪十幅屏風畫像，畫面殘留貼金彩繪的痕跡。畫中人物計有70多位，有高鼻深目的胡人，也有衆多漢人，服飾多已漢化。這些人物大多置身蔥蘢茂密的山林花草間，其中景致山巒起伏、雲氣繚繞、垂柳依依、泉水潺潺，天空翱翔之鳥、地上食草之牛，展現出一派舒適安然的生活寫照。此墓畫像同其他粟特人墓葬，如安伽墓、史君墓、虞弘墓出土的文物不同在於，康業墓的畫像以陰線雕繪，並且沒有很多關於宗教的內容，漢化程度也高於前面提到的三座墓葬。
康業的遺骨躺在圍屏石榻上，口中含有拜占庭金幣一枚，右手還握有北周布泉銅幣一枚。金幣正面有拜占庭皇帝胸像浮雕，胸像左右兩邊刻拉丁銘文（左）、（右）；背面是一位手持十字架和十字聖球的天使全身像，天使像周圍環繞三條銘文：（左）、（右）、（底部）。除了錢幣、墓誌銘、墓門線雕和圍屏石榻，康業墓還出土有甬道及墓室內的壁畫、銅製腰帶扣及相關飾件。